# Езјо (Вербано-Кузио-Осола)
Езјо је насеље у Италији у округу Вербано-Кузио-Осола, региону Пијемонт.
Према процени из 2011. у насељу је живело 138 становника. Насеље се налази на надморској висини од 696 м.